# A.J. English (1992)
Albert Jay English III (Wilmington, 10 luglio 1992) è un cestista statunitense.
È il figlio di A.J. English, ex cestista NBA.